# 중국 인민해방군 육군
중국 인민해방군 육군(중국어: 中國 人民解放軍 陸軍, 영어: People's Liberation Army Ground Force)은 중국 인민해방군에서 지상전 임무를 담당하는 군대이다.

## 개요
중국 인민해방군 육군은 보병, 기갑, 포병, 방공, 항공, 공병, 화학 방어, 통신으로 통합 구성되는 것이 기본이며 총 5개 전구산하 육군사령부로 나뉘어 있으며 중앙직할엔 베이징위수구와신장군구와 티베트군구이며 5개전구 육군사령부 산하에는 총 13개 집단군이 편성되어 있다. 편제가 각기 상이한 총 13개 군이 존재하며 각 집단군은 보통 1~2개 기갑여단+1개 차량화보병여단(또는 여단)+1개 보병여단+1개 포병여단+1개 SAM 또는 방공여단(조직개편중)으로 구성된다. 또한 5개 지역의 경우 RRU를 운용중인데 공군에 3개 RRU임무용 공수 여단이 있으며 해군에는 2개 해병 여단이 여기에 속한다.중앙 아시아(신장 지역)와 산시성 북쪽 경계선에 위상배열 레이다와 감시 및 추적 레이다가 배치되어 있다.
- 모든 중국군 사단은 사단급 여단화 되었음

## 조직 구조

### 전구 체계
- 동부전구 : 육군사령부 = 푸젠성 푸저우시 주둔
  - 제71집단군(장쑤성 쉬저우 주둔 : 구 난징 군구 제1집단군)
  - 제72집단군(저장성 후저우시 주둔 : 구 난징 군구 제12집단군)
  - 제73집단군(푸젠성 샤먼시 주둔 : 구 난징 군구 제31집단군)
- 남부전구 : 육군사령부 = 광시자치주 난닝시 주둔
  - 제74집단군 (광시자치주 류저우시 주둔 : 구 광저우 군구 제41집단군)
  - 제75집단군 (광둥성 후이저우시 주둔 : 구 광저우 군구 제42집단군)
- 서부전구 : 육군사령부 = 깐쑤성 란저우 주둔
  - 제76집단군(칭하이성 시닝시 주둔  : 구 란저우 군구 제21집단군)
  - 제77집단군(충칭시 주둔 : 구 청두 군구 제13집단군)
- 북부전구 : 육군사령부 = 산둥성 지난시 주둔
  - 제78집단군(지린성 창춘시 주둔 : 구 선양 군구 제16집단군)
  - 제79집단군(랴오닝성 랴오양시 주둔 : 구 선양 군구 제39집단군)
  - 제80집단군(산둥성 웨이팡시 주둔 : 구 지난 군구 제26집단군)
- 중부전구 : 육군사령부 = 허베이성 스자좡시 주둔
  - 제81집단군(허베이성 장자커우시 주둔 : 구 베이징 군구 제65집단군)
  - 제82집단군(허베이성 바오딩시 주둔 : 구 베이징 군구 제38집단군)
  - 제83집단군(허난성 신샹시 주둔 : 구 지난 군구 제54집단군)

## 장비
- 전차

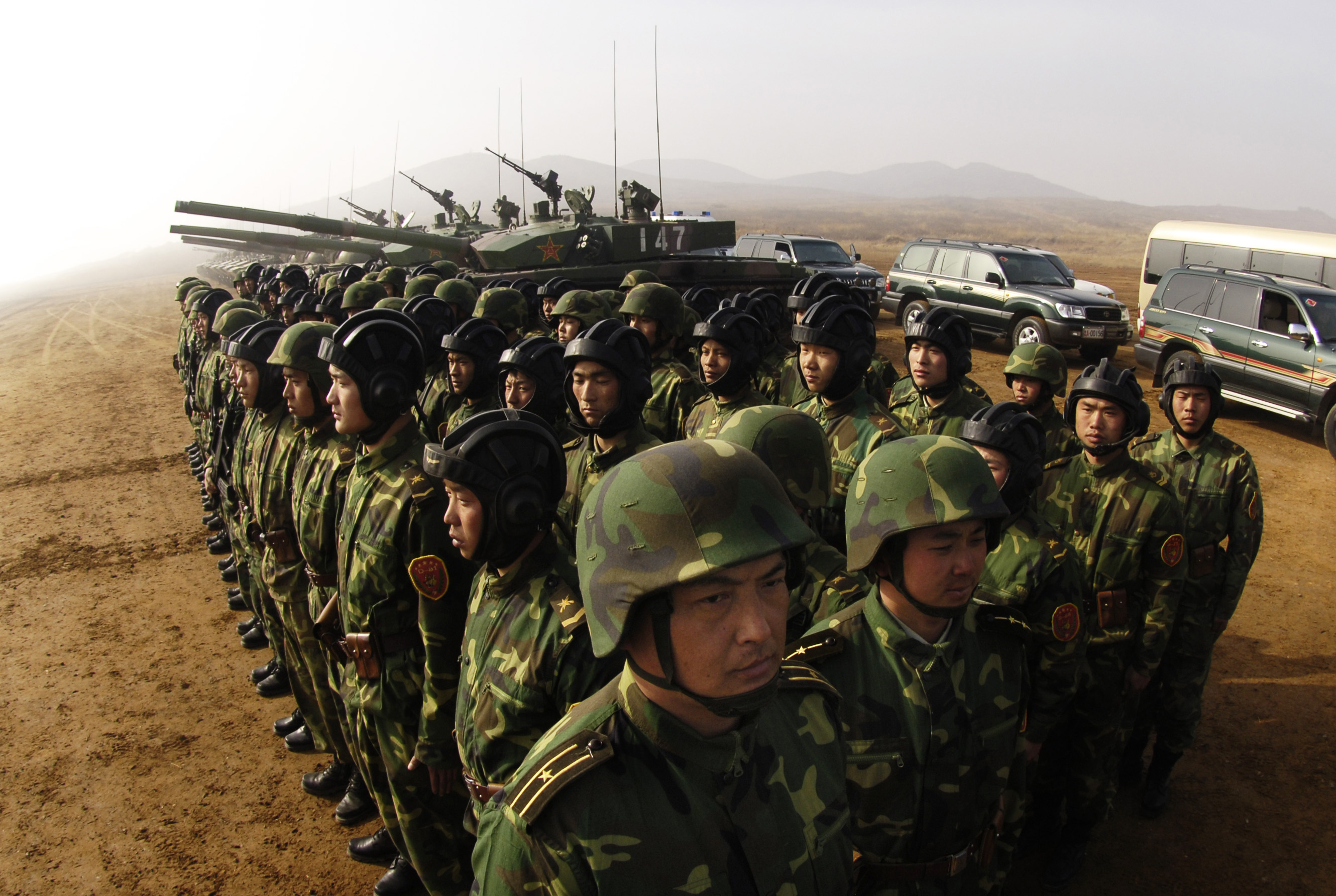
인민해방군 장갑병단

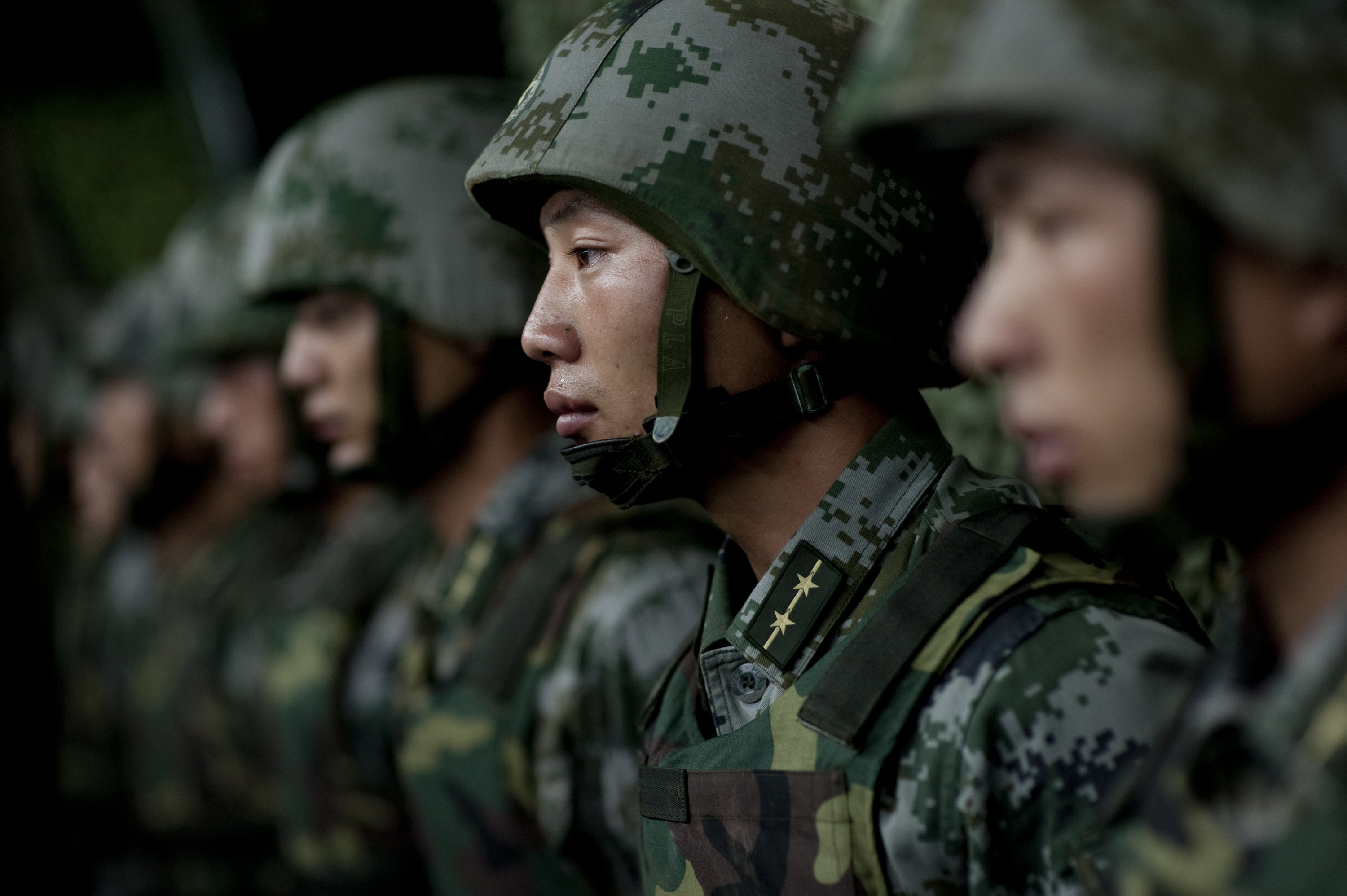
난징 군구 보병

- 99식 전차 500여대, 300여대 추가 양산 중 (T-72 차체에 서구권 전차 포탑을 장착하여 개량한 99식 전차(ZTZ-99)전차를 주력 전차로 운용 중인데 러시아 2A46M-1(125mm,55구경)를 카피한 ZPT98 활강포이다. 99식 전차는 5가지의 업그레이드형이 있다. A2버전부터 능동방어 시스템이 장착되어 있다. KM은 아직 공개되지 않았다.)
- 98식 전차 120여대, 99식의 프로토 타입
- 96식 전차 1500여대, 1000여대 추가 양산 중
- 85식 전차 450여대
- 80식 전차 1000여대(1970~1980년대에 중국과 서방이 조금 사이가 좋아졌을 때 L7을 소수 도입후 카피하였다.)
- 79식 전차 300여대(레이저거리측정장치 장착)
- 69식 전차 300여대(레이저거리측정장치 장착)
- 59식 전차 4000여대(전차의 레이저거리측정장치는 목표와의 거리를 정확히 측정해서 전차의 포 명중률을 높이기 위한 장치이다. 1형부터 레이저거리측정장치가 있었다. 59식이 나오고 그다음에 나온것이 59식 1형인데 1형은 레이저거리측정장치등을 달아서 전차의 성능을 높인것이고 2형은 포를 105mm로 바꾸고 화기관제장치와 레이저거리측정장치등을 달아서 더 개량을 한 모델이다. 59식은 열영상장치가 적용된적이 없다. 59식의 최종개량형이라는 D형조차도 열영상장치가 없다.)

- 경전차

- 62식 1형 경전차 500여대
- 63식A 경전차 400여대
- 05식 AAAV ZTD-05 200여대

- 장갑차

- 09식 ZBL-09 장갑차 100여대(APC(W))
- WZ-523 장갑차 100여대(APC(W))
- 92식 장갑차 800여대(APC(W))
- 89식 1형 장갑차 300여대(APC(T))
- 77식 2형 장갑차 200여대(APC(T))
- 63식 1형/2형/A형/C형 2000대(APC(T))
- 64식 APC 장갑차(Type 63 -YW531)
- 81식(Type 81-YW701) 지휘 장갑차
- ZZT-1 장갑 무선중계 차량
- PTL02 6×6 차륜 장갑차
- 86식 A형 WZ-501 600여대(AIFV)
- 04식 ZBD-04 300대 이상(AIFV)
- 05식 AAAV ZBD-05 200대(AIFV)
- 03식 ZBD-03 40대(AIFV)

- 견인포/자주포

- 155mm PZL-45 자주포
- 122mm SH-2 자주포(89식 곡사포 자주포로 개량, 사정거리 27km, 분당최대사격속도 6~8발, 4명 인원 운용)
- 122mm 70형 1형 200문(SP)
- 122mm 89식 500문(SP)
- 122mm 07식 소량(SP)
- 152mm 83식 500문(SP)
- 155mm 05식 80문(SP)
- 100mm 59식(M-1944)(TOWED)
- 122mm 54식 1형(M-30)M-1938/83식/60식(D-74)/96식(D-30)(TOWED)
- 130mm 59식(M-46)/59식 1형(TOWED)
- 152mm 54식(D-1)/66식(D-20)(TOWED)
- 155mm 88식 WAC-21 150문(TOWED)
- 2S23 NONA-SVK 100문(GUN/MOR)
- PLL-05 50문 이상(GUN/MOR)

- 다연장 로켓

- 107mm 81식
- 122mm 81식/82식/89식(SP)
- 130mm 63식/70식/82식(SP)
- 300mm 03식 PHL-03(SP)
- 400mm WS-2/WS-2D(SP)

- 박격포

- 81mm W87식
- 82mm 53식(M-37)/67식/82식
- 100mm 71식
- 120mm 55식(Self Propelled 포함)
- 160mm 56식(M-160)

- 헬리곱터

- WZ-12
- WZ-11
- Z-10(HJ-10 대전차 미사일 8기, TY-90 공대공 미사일, PL-5 공대공 미사일, PL-9 공대공 미사일 장착가능)
- Harbin Z-19
- Z-9 WA 100대
- Z-9W 26대
- Z-9/9B (AS-365 Dauphin 2) 80대
- SA-316 Alouette III 8대
- SA-321 Super Frelon 7대
- AS-350 Ecureuil 53대
- Mi-171 57대
- Mi-171V 9대
- Mi-171V5 42대
- Mi-17v7 12대
- Mi-172 8대
- Mi-6 Hook 3대
- S-70C2(S-70C) Black Hawk 18대
- Mi-17(Mi-8MT) Hip H 22대
- Mi-8T Hip 50대
- Mi-26 Halo 4대

- 대전차 화기

- HJ-9 Red Arrow 9 중거리 3세대 대전차 미사일 24개 이상(SP)
- HJ-73A/HJ-73B/HJ-73C/HJ-8A/HJ-8C/HJ-8E 7,176개 (MANPATS)
- 75mm 56식(RCL)
- 82mm 65식(B-10)/78식(RCL)
- 105mm 75식(RCL)
- 120mm PF-98식 대전차 로켓(RCL)
- 62mm 70식 1형(RL)
- 100mm 73식(T-12)/86tlr 260개 (GUNS)
- 100mm 12식 PTL02 160개 (GUNS)
- 120mm 89식 SP 100개 (GUNS)

- 무인 항공기

- ASN-15(Hand-Launched)
- ASN-104
- ASN-105
- ASN-206
- W-50
- WZ-5
- D-4 NPU(Xian NPU)
- WZ-6 BZK-006
- BZK-005

- 지대공미사일

- HQ-7A S200개(SP)
- SA-15 Gauntlet(Tor-M1) 60개(SP)
- HQ-6D Red Leader 30개(SP)
- HN-5A/HN-5B Hong Nu(MANPAD)
- FN-6/QW-1/QW-2

- 대공포 7700문 이상

- 25mm 95식(SP)
- 37mm 88식(SP)
- 57mm 80식(SP)
- 23mm 80식(ZU-23-2)(TOWED)
- 25mm 85식(TOWED)
- 35mm 90식(GDF-002)(TOWED)
- 37mm 55식(M-1939)KS-12(TOWED)
- 57mm 59식(S-60)
- 85mm 56식(M-1939)KS-12
- 100mm 59식(KS-12)

- 레이다(Land)

- Cheetah RASIT 378식

- 지대함 미사일(SSM)

- HY-1(CSS-N-1) Silkworm
- HY-2(CSS-C-3) Seersucker
- HY-4(CSS-C-7) Sadsack
- YJ-62C(C-602C)

## 같이 보기
- 중국 인민해방군 공군
- 중국 인민해방군 해군